# Lijst van personen uit Weert
De alfabetische lijst van personen uit Weert bevat mensen die in deze Limburgse plaats zijn geboren of hebben gewoond.
- Issam Al Kamouchi, voetballer
- Rik Aspers, voetballer
- Elbekay Bouchiba, voetballer
- Jordie Briels, voetballer
- Maaike Caelers, triatlete

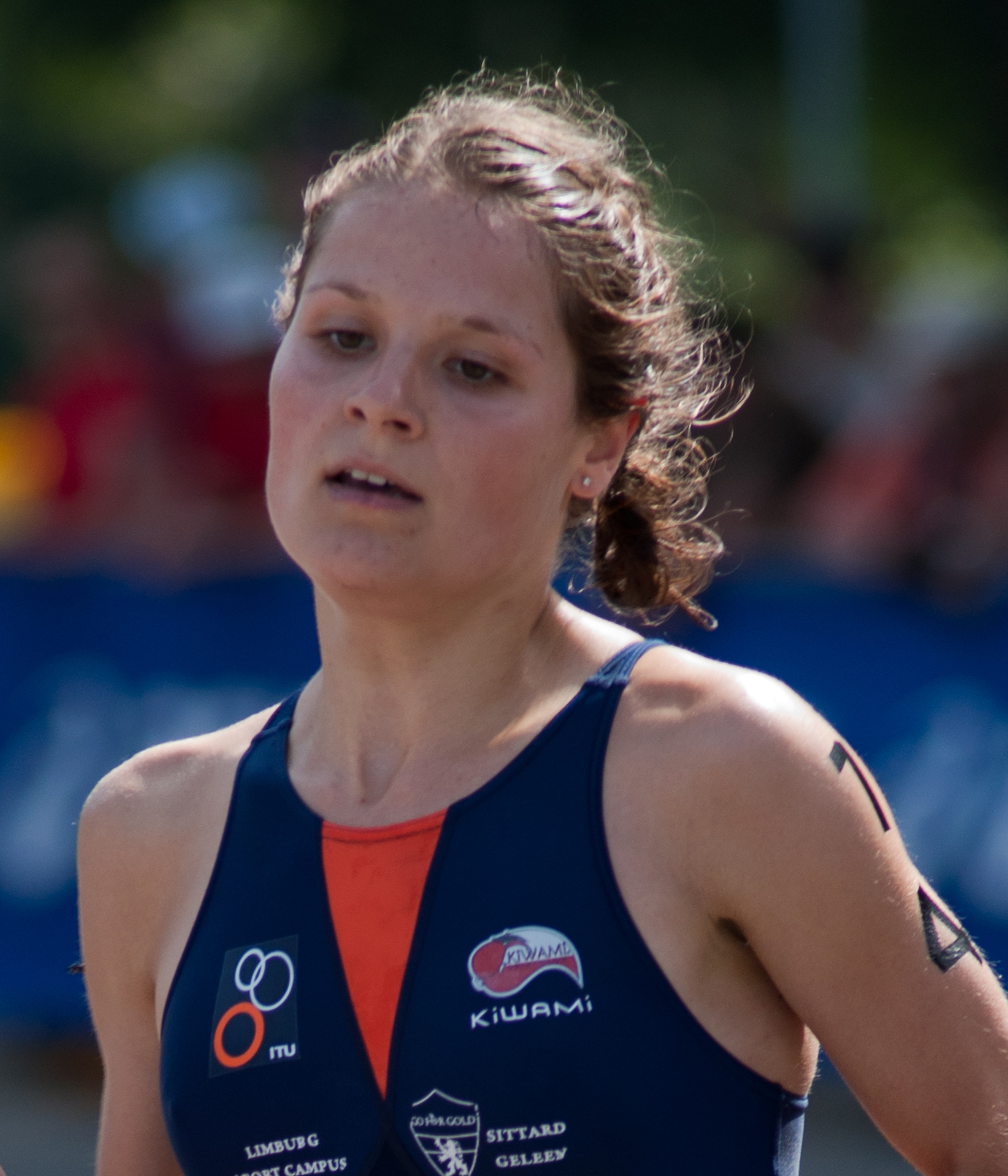
Maaike Caelers

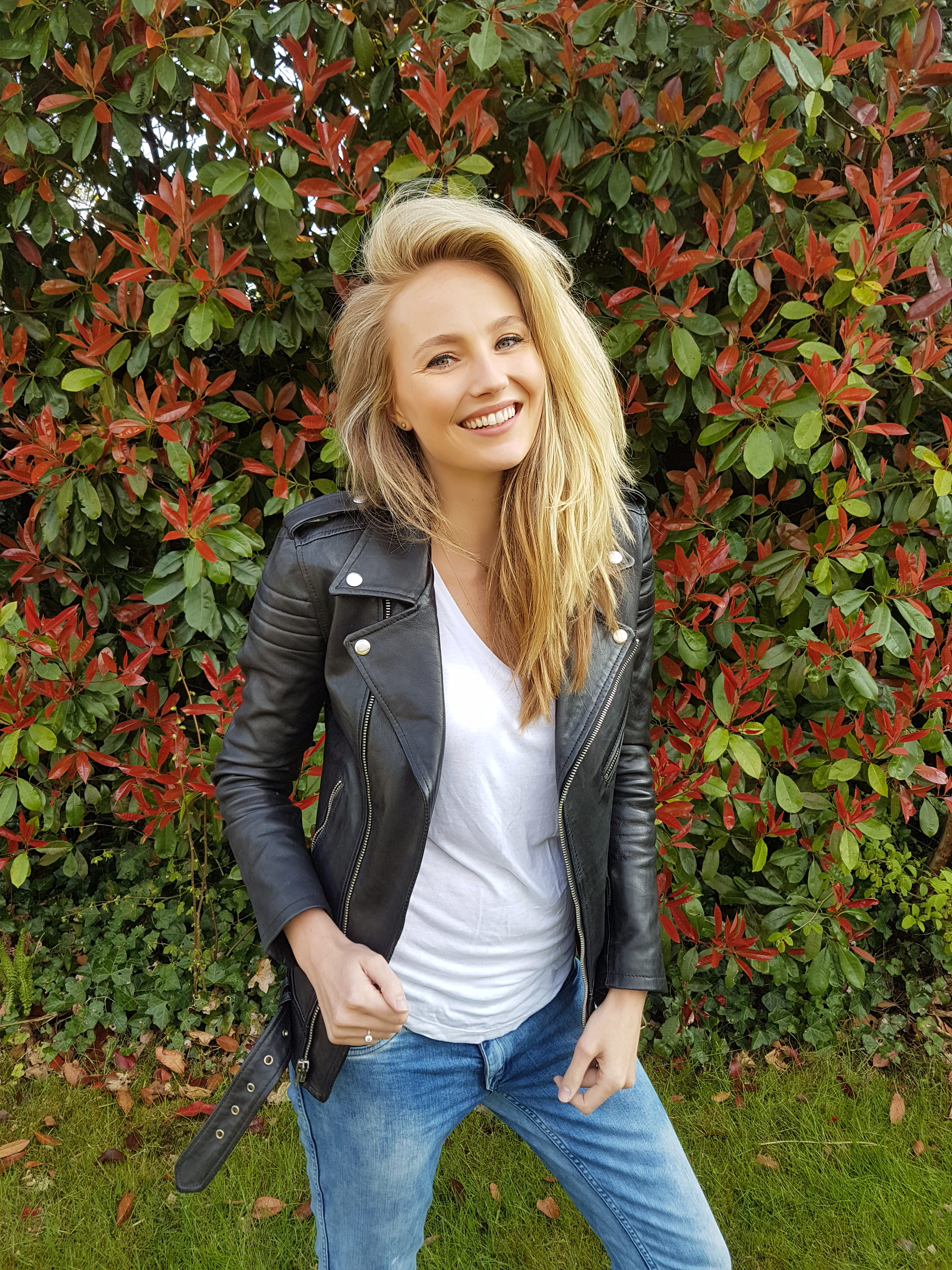
Kelly Weekers

- Linda Creemers, tafeltennisspeelster
- Jan van der Croon, generaal
- Pieter Custers, boogschutter
- Pierre Dentener, muzikant, componist/tekstschrijver
- Jan Dibbets, beeldend kunstenaar
- Rémi van der Elzen, presentator en verslaggever
- Samir El Gaaouiri, voetballer
- Geert Gabriëls, politicus
- Annie van Gansewinkel, schrijfster
- Toine Gresel, politicus
- Jan Heijmans, priester en politicus
- Matheu Hinzen, toneelspeler, winnaar Junior Songfestival 2019
- Johnny Hoes, zanger, producer en componist-tekstschrijver
- Frank Houtappels, schrijver, acteur
- Bryan Van Hove, voetballer
- Frank Kneepkens (Franky Boy), zanger
- Frank van Kouwen, voetballer
- Paul Lempens, Tweede Kamerlid SP
- Ton van Loon, generaal
- Gerard Mathijsen, monnik
- Joerie Minses, politicus
- Henk Pröpper, uitgever
- Gaby Rasters, schrijfster
- Gerard Reve, schrijver/dichter
- Joep Roelofsen, radio-dj
- Gonnelien Rothenberger-Gordijn, amazone
- Sjeng Schalken, tennisser
- Mary Servaes (Zangeres Zonder Naam), zangeres
- Joeri Schroijen, voetballer
- Sven Simons (2004), voetballer
- Job Smeets, kunstenaar en ontwerper
- Fons Steuten, wielrenner
- Olivier Tielemans, autocoureur
- Dennis van de Ven, acteur
- Johan Veugelers (1987), drummer en accordeonist (o.a. The Sunsets)
- Frans Weekers, staatssecretaris in de kabinetten Rutte I en II
- Kelly Weekers, model; Miss Universe Nederland 2012
- Hieronymus van Weert (1522-1572), missionaris
- Wim Wouters, politicus